# Катастрофа Ту-134 под Бангкоком
Катастрофа Ту-134 под Бангкоком — крупная авиационная катастрофа, произошедшая в пятницу 9 сентября 1988 года близ Бангкока. Ту-134А авиакомпании Vietnam Airlines, выполнявший международный рейс VN831 Ханой (Вьетнам) — Бангкок (Таиланд), упал при заходе на посадку на рисовое поле близ Бангкока. В результате погибли 76 человек из 90 пассажиров и членов экипажа.
Причиной катастрофы называют удар молнии (но кроме слов экипажа, нет никаких тому доказательств). Официальный отчёт ИКАО говорит о снижении по неустановленной причине ниже безопасной высоты полёта и столкновении с землёй.
Вторая по количеству жертв (сейчас — пятая) авиакатастрофа в Таиланде (после катастрофы Боинга-737 под Пхукетом годом ранее).
В катастрофе погиб министр здравоохранения Вьетнама
Đặng Hồi Xuân
со своей дочерью, несколько работников различных посольств Вьетнама (в том числе индийский консул с женой и 17-летним сыном). Также в катастрофе погибли граждане Польши, Франции, Финляндии, Швеции, Бирмы, Индии и Японии, а также вьетнамский экипаж и ещё несколько граждан Вьетнама и Таиланда.